# 海澤山
海澤山（英語：Mount Heiser），是南極洲的山峰，位於沙克爾頓海岸，處於多雷爾冰川以北，屬於伊麗莎白女王嶺的一部分，美國地質調查局根據測量和該國海軍的空中照片繪入地圖，現時由南極條約體系管理。